# De Punt (waterschap)
De Punt is een voormalig interprovinciaal waterschap in de provincies Drenthe en Groningen.
Het schap lag bijna geheel in Drenthe ten noordwesten van De Punt, tussen het Noord-Willemskanaal en de Drentsche Aa. Een klein deel (± 8 ha) lag in Groningen. De zuidgrens lag op de Groningerstraat, de noordgrens pal ten zuiden van de verzorgingsplaats Glimmen van de A28. De molen die uitsloeg op het Noord-Willemskanaal stond ongeveer 300 m ten zuiden van de noordgrens.
Waterstaatkundig gezien ligt het gebied sinds 2000 binnen dat van het waterschap Hunze en Aa's.